# Tetraponera microcarpa
Tetraponera microcarpa är en myrart som beskrevs av Wu och Wang 1990. Tetraponera microcarpa ingår i släktet Tetraponera och familjen myror. Inga underarter finns listade i Catalogue of Life.